# Большой Аксел
Большой Аксел — река в России, протекает по Атюрьевскому и Темниковскому районам Республики Мордовия. Устье реки находится в 248 км от устья Мокши по левому берегу. Длина реки составляет 32 км, площадь водосборного бассейна — 179 км². В 15 км от устья принимает справа реку Аксел.
Исток реки около деревни Барашево (Атюрьевский район) в 19 км к северо-западу от Атюрьева. Вскоре после истока перетекает в Темниковский район, где проходит большая часть течения. Река течёт на северо-восток, в селе Аксёл резко разворачивается на запад. Таким образом при длине реки 32 км, её исток и устье по прямой разделяют 15 км.
Река протекает сёла Кушки, Енгуразово, Аксёл; деревни Ишейки, Дасаево, Бегишево, Алкаево. Заключительные километры течёт параллельно Мокше и соединён с ней рядом проток. Основное русло впадает в Мокшу около села Кондровка.

## Данные водного реестра
По данным государственного водного реестра России относится к Окскому бассейновому округу, водохозяйственный участок реки — Мокша от истока до водомерного поста города Темников, речной подбассейн реки — Мокша. Речной бассейн реки — Ока.
Код объекта в государственном водном реестре — 09010200112110000027926.